# Mariano Comense
Mariano Comense ist eine Stadt in der italienischen Provinz Como in der Region Lombardei.

## Lage und Einwohner
Mariano Comense liegt etwa 12 km südlich von der Provinzhauptstadt Como, umfasst die Fraktion Perticato, mit zusammen 25.387 Einwohner (Stand 31. Dezember 2023).
Die Nachbargemeinden sind Brenna, Cabiate, Cantù, Carugo, Figino Serenza, Giussano (MB), Lentate sul Seveso (MI), Novedrate und Seregno (MB).

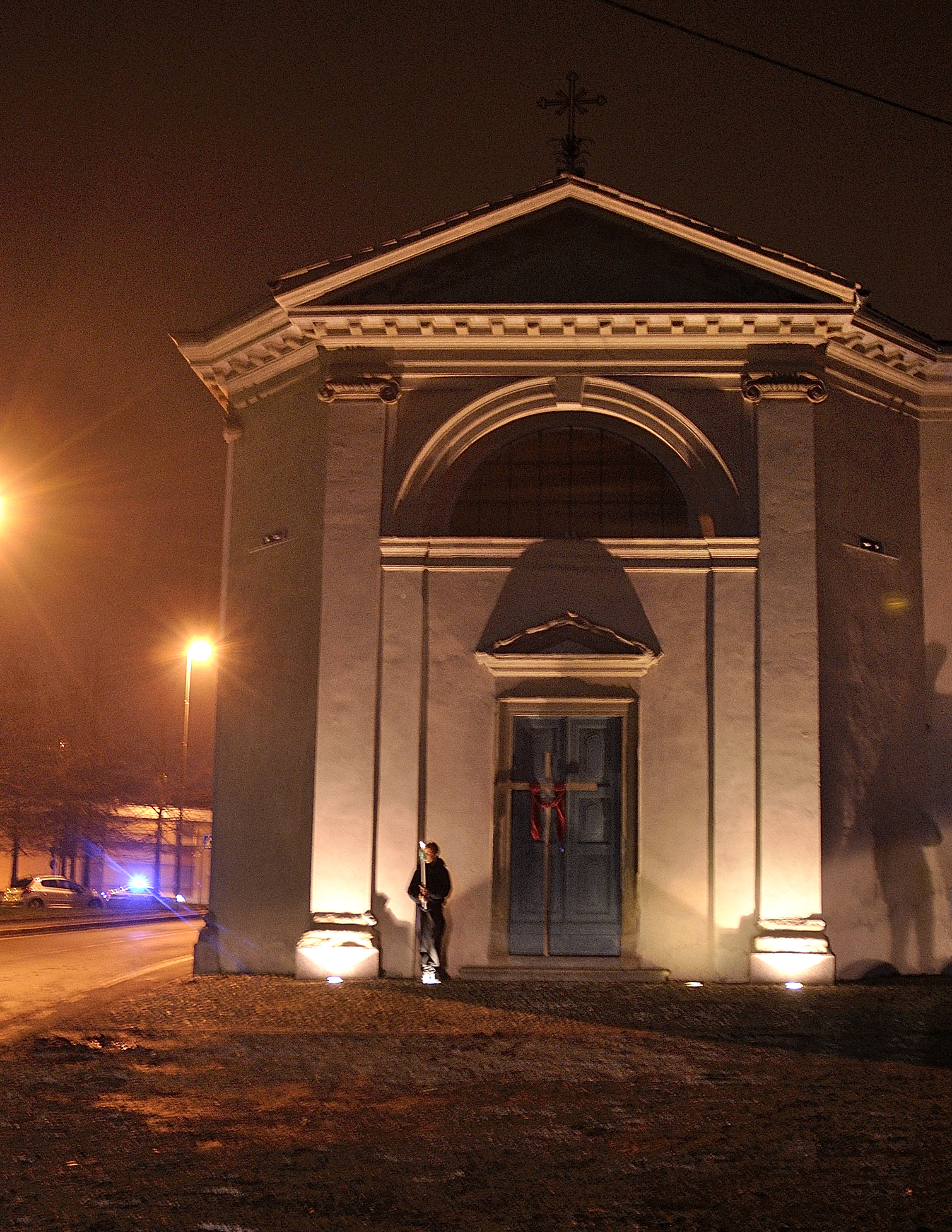
Kirche San Francesco

## Sehenswürdigkeiten
- Propsteikirche Santo Stefano (1936)[2]
- Romanisches Baptisterium San Giovanni (11. Jahrhundert)[3]
- Wallfahrtskirche Madonna di San Rocco (16. Jahrhundert)[4]
- Pfarrkirche Sant’Alessandro (1928)[5]
- Ehemaliges Broletto (13. Jahrhundert)[6]
- Kirche und Kloster San Francesco (15. Jahrhundert)[7]

## Söhne und Töchter der Stadt
- Giovanni Marliani, Botschafter am Hof Philipp II. von Spanien
- Filippo Meda, Politiker
- Giovanni Del Curto, Politiker
- Elenoire Casalegno, Schauspielerin
- Carlo Tagliabue (1898–1978), Bariton
- Angelo Romanò (1920–1989), Senator der italienischen Republik
- Angelo Pagani (* 1988), italienischer Straßenradrennfahrer, Colnago